# حجب الأفكار
حجب الأفكار هو أحد الأعراض النفسية العصبية التي تعبر عن صمت مفاجئ وغير إرادي داخل الخطاب، وفي النهاية تحول مفاجئ إلى موضوع آخر.قد ينطق الأشخاص الذين يخضعون لحجب الأفكار بكلام غير مفهوم؛ قد يقومون أيضًا بتكرار الكلمات بشكل لا إرادي أو تكوين كلمات جديدة. الأسباب الرئيسية لعرقلة التفكير هي الفصام، واضطرابات القلق، ونوبات الصرع مصحوبة بغيبة، واضطراب ما بعد الصدمة، وتبلد الذهن وفقدان القدرة على الكلام (الحبسة)، والخرف، والهذيان.
إن فقدان سلسلة الأفكار في بعض الأحيان أمر شائع ولا يدعو للقلق عادةً.
ومع ذلك، يمكن أن يكون أيضًا أحد أعراض حالة الصحة العقلية مثل الذهان. يمكن أن تسبب هذه الحالة اضطرابًا في الكلام والتفكير، بالإضافة إلى الهلوسة والأوهام في بعض الحالات.

## نوبات الصرع
يرتبط حجب الأفكار بالنوبات الصرعية المصحوبة بغيبة. على هذا النحو، قد يكون من الصعب على الأشخاص تنظيم كلامهم، مما يؤدي إلى حجب الأفكار.